# 彰化縣城之役 (1863年)
彰化縣城之役（1863年）是戴潮春事件系列戰役之一，發生於臺灣清領時期同治二年（1863年）農曆十一月初一日至初三日，駐守鹿港的臺灣鎮總兵曾玉明與各方聯絡，竹塹鄉紳林占梅率眾溯大肚溪南下、阿罩霧林家偕東勢角羅冠英等則在大肚溪內山區域牽制天地會眾，官民軍三方進逼彰化縣城（今彰化市），此役官民軍擊退天地會，以清廷取回彰化縣城告終。

## 背景

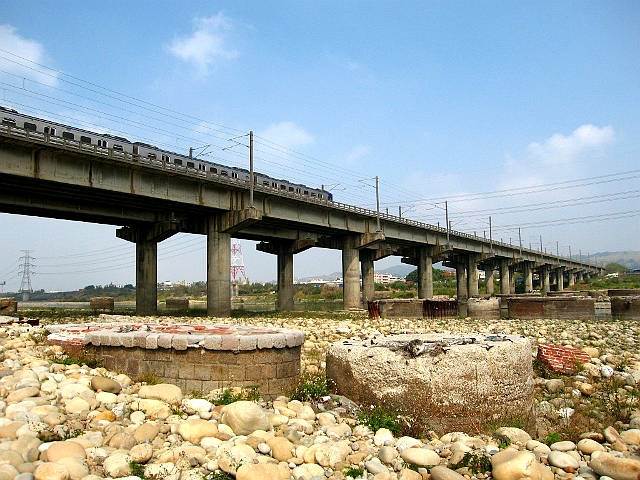
連結臺中市與彰化縣的大肚溪橋照。天地會紅軍於大肚溪北岸一帶的會戰失利後，官民軍跨越大肚溪河床，進逼今彰化市境內的彰化縣城。

同治元年（1862年）春，天地會首領戴潮春在大墩一帶起事，以紅旗為幟，陸續獲得彰化縣、嘉義縣境內地主與股首響應，彰化縣治所在的彰化縣城也是該年三月被天地會為首反官府勢力佔領。清軍在臺駐軍不多，多賴民間團練（白旗軍）與天地會叛軍周旋，嗣後陷入長期對峙，清廷也陸續調派將領如曾玉明、吳鴻源、曾元福和林文察等率軍東渡臺灣平亂。
彰化縣城西側臨海的鹿港聯庄以泉籍為主，與漳籍為主的天地會首領懷有夙怨，兩方人馬多次火拼，清軍曾玉明自同治元年（1862年）五月間被派赴鹿港，主持北彰化（馬芝遴堡、線東堡與燕霧堡等）一帶多場軍務，保持雙方勢力持平，並不時招撫天地會成員，同時匯報彰化縣城狀況予官軍。:843-846

## 前哨戰
同治二年（1863年）九月，清軍林大用原為天地會一派，固守中寮庄（位於今彰化縣和美鎮:127，距離彰化縣城僅三里），但在九月份中寮線東堡之役期間選擇倒戈，向曾玉明請降，導致彰化縣城守將士氣大衰。臺灣道道尹丁曰健在同治二年（1863年）十月抵臺，並會同竹塹鄉紳「全臺團練大臣」林占梅部隊，在大肚山東西兩側各發動大肚堡會戰、東大墩戰役，北路清軍得以跨越大肚溪，進逼彰化縣城。:856

## 過程

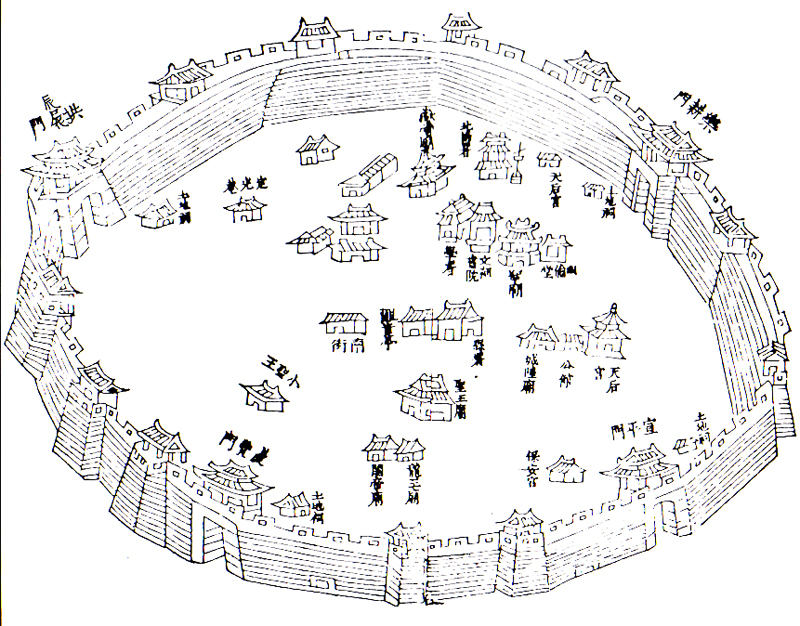
出自道光12年（1832年）《彰化縣志》內所繪製的彰化縣城示意圖。

天地會佔領彰化縣城後，紅軍先後由兩大首領戴潮春（四張犁鄉紳）、林日成（四塊厝鄉紳）據守。戴潮春自同治二年（1863年）年初之後，將重心南移斗六門城；而林日成則在同治二年（1863年）正月發動第三次大甲土城戰役，作戰失利且負傷，遂一直潛藏老家四塊厝休養，彰化縣城遂由天地會江有仁鎮守。:856
同治二年（1863年）十月三十日，紅旗軍大肚庄頭人趙戇（亦作趙憨）與茄投庄頭人陳鮄在大肚堡會戰一役，不敵白旗軍林尚（山腳庄頭人）、林忠芸（竹塹練勇），逃入彰化縣城內。
十一月初一日，林尚、林忠芸跨越大肚溪乘勝追擊，進逼彰化縣城，天地會江有仁、鄭豬母等皆據守城內，未出城迎敵。天地會降將林大用透過偵查，知曉紅軍主力將於初二日佈署西門，欲與鹿港聯軍、後港仔軍營的官民軍交戰，遂向曾玉明通報，請曾玉明先行派人潛入城內，發送街民白布條，並約以初三日晨間出兵以為接應。
十一月初二夜，天地會趙戇、陳鮄、陳九武、陳在、盧江、陳梓生與劉安等趁夜先自彰化縣城東門出走，前往林日成位於四塊厝的根據地。
十一月初三日，天地會尚在彰化縣城西城門外與鹿港聯軍鏖戰；辰時，林大用偕林尚、林忠芸自北門入城，城內街民悉數剃髮，接應官民軍，並於城堵插上白旗，西城門外的天地會軍見狀，立即倉皇而逃，官民軍並於此役生擒天地會軍師江有仁、都督鄭豬母、先鋒王城、糧官蔡茂知、黃旭日等。

### 其他攻城版本

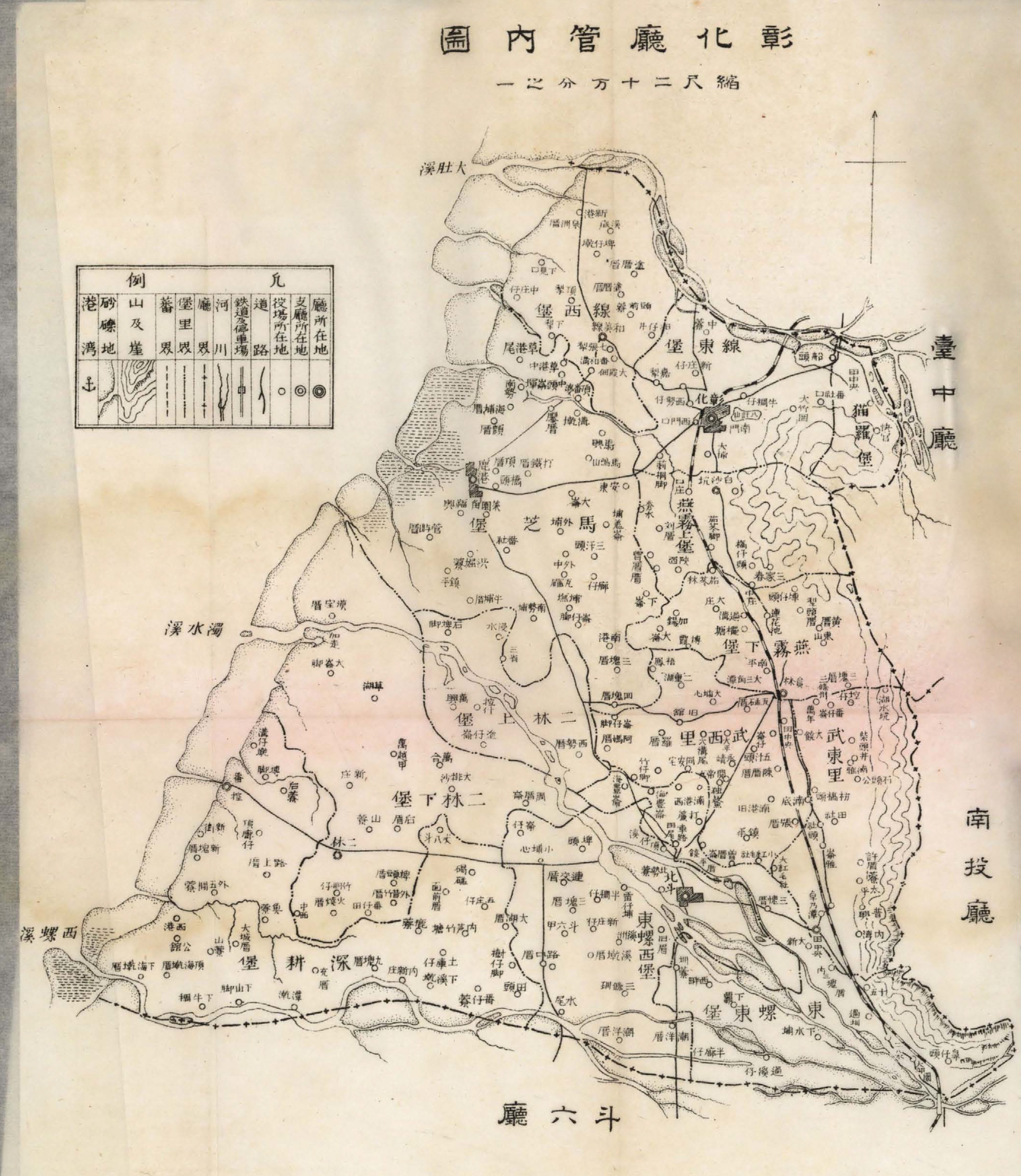
臺灣總督府頒定，通用於1901年至1909年間的臺灣縣彰化廳區域圖（本圖繪製於1905年），此行政區域尚屬臨時過渡時期，大體延續清制。本圖亦記錄許多清代的古地名可按圖索驥

關於官民軍入城經過，臺灣道尹丁曰健《治臺必告錄》記述則略有差異；丁曰健言曾玉明偕其子曾雲峰自西門入城，自己因督軍從北門進城，計追斬 400 餘人，餘黨接逃往四塊厝。:288
至於福建陸路提督林文察（阿罩霧豪族）在軍機處的奏章則指稱；他麾下許忠標在十月廿七日抵達鹿港，並與曾玉明會合，並飭令林文明在彰化城附近偵查。十一月初二日辰刻，曾玉明調度下，參將林文明、許忠標與補用都司方國恩分隊抵達彰化西門外的水景橋，與天地會在後港莊交戰，逼迫天地會退守城池，此時與曾玉明、丁曰健等大隊會合，在三更後（十一月初三日）破城。又，在此奏章的版本，曾玉明入城時間為十一月初三日子刻。:287-288
此外，東勢角勇首羅冠英在東大墩戰役獲勝後，官民軍勢力可直通阿罩霧，與阿罩霧豪族林文明、林文鳳聯通，有效牽制四塊厝林日成部隊，無法赴往彰化縣城救援，也是官民軍此次能取下彰化縣城的助因。:289

## 後續
十一月初三日，林大用在辰時取下彰化城後，謹守曾玉明諭令兵勇不得濫殺平民一人。臺灣道尹丁曰健、臺灣團練大臣林占梅接連在巳時進入彰化縣城。天地會鄭豬母、江有仁身懷珠寶藏匿於東門情婦黃氏腰家，仍被尋獲，江、鄭二人被丁曰健下令斬殺於教場。坑仔內蔡氏生擒糧官蔡茂知，丁曰健下令處以磔刑。此外，根據林文察奏章版本；天地會軍師江有仁乃是其麾下千總林登高、林老義攜手擒下，才送予丁曰健審理。:287-288
丁曰健入主彰化縣城後，大賞軍士，上奏捷報；諸如鹿港聯庄鄉紳抗敵有功，蔡廷元出任泉州府同安縣馬巷廳同知、其弟蔡廷魁補山東省莒縣縣尹，另名鹿港鄉紳蔡德芳賞戴花翎。
丁曰健未久前往鹿港，令林占梅暫駐彰化城，丁曰健期間整束天地會曾盤據的村庄，欲振官方軍威，林占梅進言從寬發落，始得保全活口。天地會部眾若未官民軍所逮，多遁往四塊厝林日成處集結，捒東（捒東堡，今臺中市區）的林氏家族在此期間進言林占梅，林氏願為官民軍嚮導，但林占梅深恐丁曰健招忌，便推卻捒東林氏提議，林占梅後於十二月率旅北返竹塹。